# Elizabeth Kemp
Pour les articles homonymes, voir Kemp.
Elizabeth Kemp (née le 5 novembre 1951 – morte le 1er septembre 2017) est une actrice, réalisatrice et enseignante américaine.
Après des études à l'American Academy of Dramatic Arts et à l'Actors Studio (sous Lee Strasberg), Kemp commence sa carrière à la télévision dans Love of Life (en) en 1973. Elle enseignera également à l'Actors Studio Drama School de l'Université Pace.

## Biographie

### Jeunesse et formation
Kemp naît à Key West. Elle est la fille de Nancy Jean (Haycock) et Joseph Clifton Kemp, homme d'affaires et officier de l'U.S. Navy travaillant au Pentagone.
Kemp démontre un certain talent pour la peinture entre 13 et 16 ans. À 16 ans, elle applique à l'École de design de Rhode Island. Elle intègrera finalement l'Art Students League et l'American Academy of Dramatic Arts de New-York, mais abandonnera ses études peu de temps après.

### Carrière
Kemp fait partie de la distribution originale de Best Little Whorehouse in Texas (en), qui commence off-Broadway avant de s'établir à Broadway et d'y rester un certain temps. Son maître, Elia Kazan, la présente à Tennessee Williams, qui cherche une actrice pour jouer un rôle dans Tiger Tail,.
En 1978, elle joue un rôle mineur dans Once in a Lifetime.
En 1980, Kemp tourne dans son premier film, Noces sanglantes. En 1986, elle joue dans La Loi de Los Angeles, rôle qui lui vaut le prix Gay & Lesbian Alliance Against Defamation.
En tant que réalisatrice, Kemp est à la tête de plusieurs productions de l'Actors Studio telles La Ménagerie de verre, The Beauty Queen of Leenane et Free Gift Inside de Edward Allan Baker. Elle est nommée membre à vie de l'Actors Studio en 1975.
Après avoir joué dans plusieurs séries télévisées, Kemp décide de quitter Los Angeles pour retourner à New York au milieu des années 1990. Peu de temps après, elle commence à enseigner à l'Institut Strasberg et à l'Université Pace,. Elle aura pour étudiants des personnalités telles Bradley Cooper,, Poorna Jagannathan, Hugh Jackman et Lady Gaga.
Kemp meurt d'un cancer, le 1er septembre 2017 à Venice (Los Angeles). Le film A Star Is Born (2018) est dédié à sa mémoire.

## Vie privée
Kemp épouse l'acteur Michael Margotta (en) à New York en 1984. Le couple se sépare en 1991, puis divorce plus tard.

## Filmographie

### Cinéma
- 1980 : Noces sanglantes : Nancy
- 1982 : Un tueur dans la ville : Virna Nightbourne
- 1988 : Sticky Fingers (en) : Nancy
- 1990 : Family of Spies (en) : Kay
- 1992 : Les Petites Canailles (Mamma ci penso io) : Jane Morris
- 1992 : Venice/Venice (en) : Interviewée
- 1995 : Animal Room (en) : mère de Shelly
- 2012 : Thanks Dad : Mère
- 2014 : Welcome to New York : Florence
- 2015 : Emperor of the Free World : Olympias
- 2017 : A Crack in Everything : Constance Marshall

### Court-métrage
- 2005 : Pills : Margaret Nolan
- 2013 : Manito: Brother's Sacrifice : Lori

### Télévision

#### Téléfilms
- 1988 : Police Story: Burnout :Patricia
- 1990 : Challenger : Jane Smith
- 1991 : Murderous Vision : Ellen Green

#### Séries télévisées
- 1973 -1977 : Love of Life (en) : Betsy Crawford
- 1979 : Skyways (en) :Rosemary
- 1981 : I Can Jump Puddles (en) : réceptionniste
- 1988 : Vietnam War Story : Lynn
- 1990 : Génération Pub : Kate
- 1990 : Eating : Nancy
- 1991 : La Loi de Los Angeles : Maggie Barnes
- 2001-2003 : New York, police judiciaire : Laila Jacobs / Debbie Grimes